# Adaptor Wi-Fi

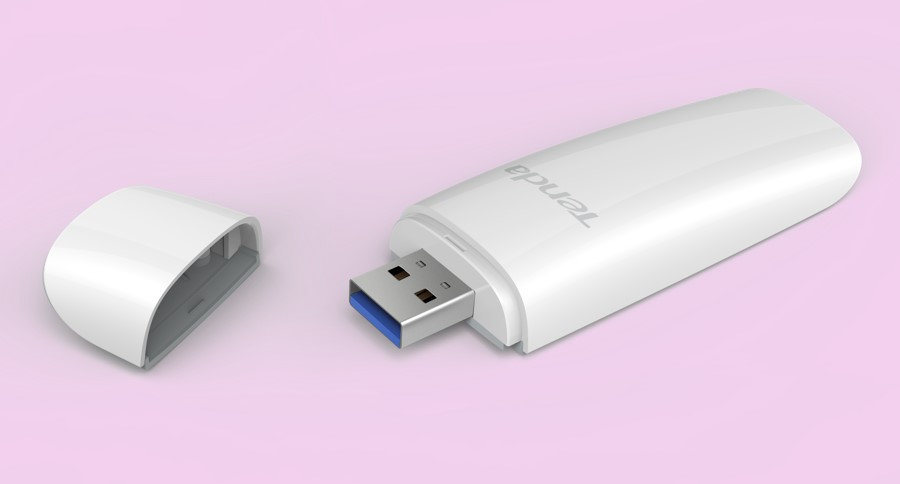
Adaptor Wi-Fi 6, dual-band, cu conectare pe USB 3.0. Model Tenda U18.

Un adaptor Wi-Fi este un dispozitiv care permite unui calculator sau laptop să se conecteze la o rețea wireless cu standardul Wi-Fi din familia IEEE 802.11. Există mai multe tipuri de adaptoare Wi-Fi: cu conectare la PC prin USB, PCI, PCIe și adaptoare integrate în placa de bază și cele care au integrate și alte funcționalități precum cele cu Bluetooth. Aceste mai sunt cunoscute și ca adaptoare wireless. 

## Adaptor Wi-Fi pe USB

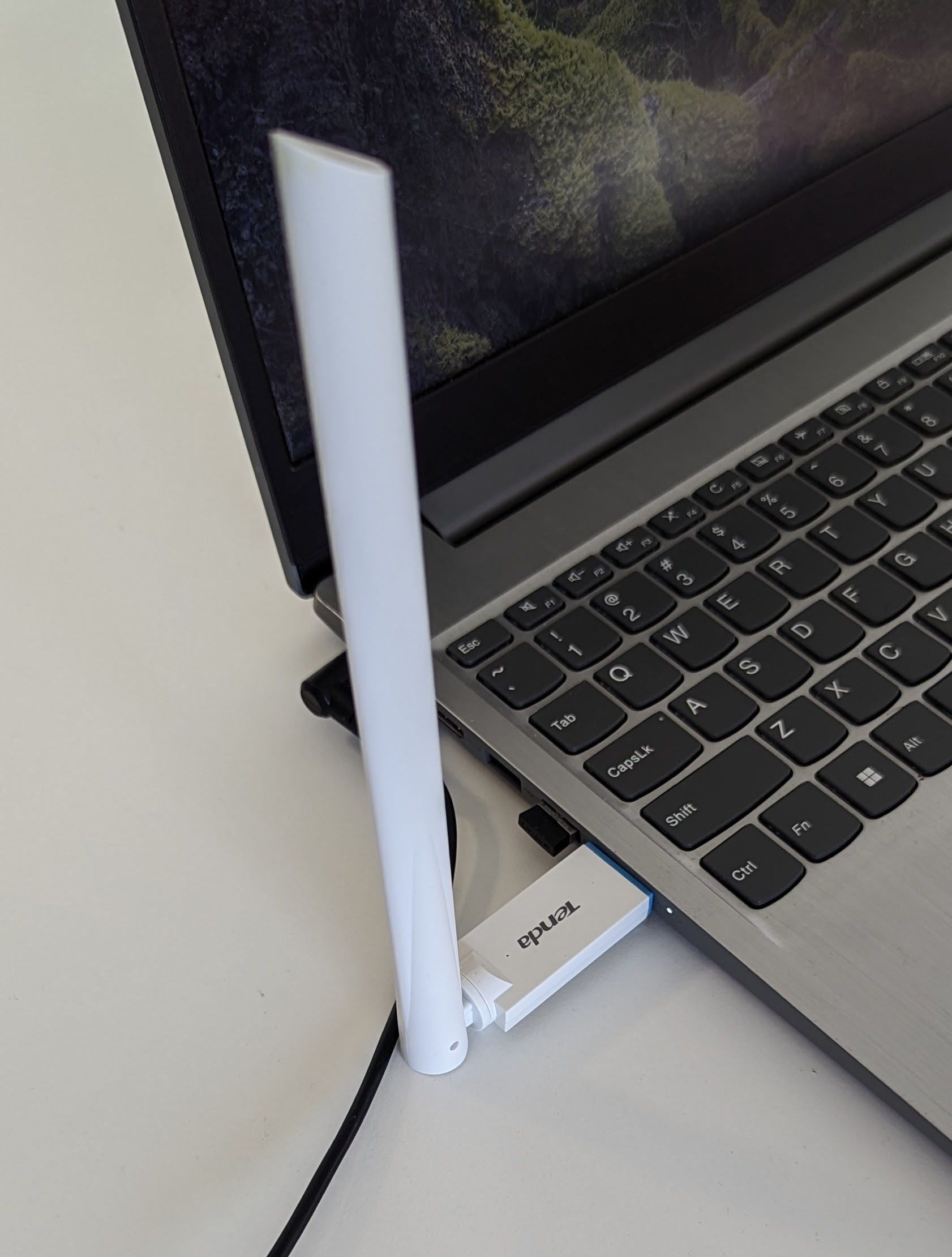
Un adaptor Wi-Fi pe USB 2.0 cu antenă de câștig mare.În general aceste adaptoare cu antenă exterioară lungă, se conectează la un PC, și mai rar la un laptop.

Acesta este un dispozitiv mic care se conectează la un port USB al calculatorului. Este foarte ușor de instalat și de utilizat, similar cu un stick USB. Se conecteaază adaptorul la un port USB al sistemului, se așteaptă câteva secunde ca sistemul de operare să găsească și să instaleze driverele, sau se instalează driverele de pe site-ul producătorului. Apoi, din sistemul de operare, se va afișa rețelele wireless disponibile. De obicei portul de conectare este pe USB Type A.

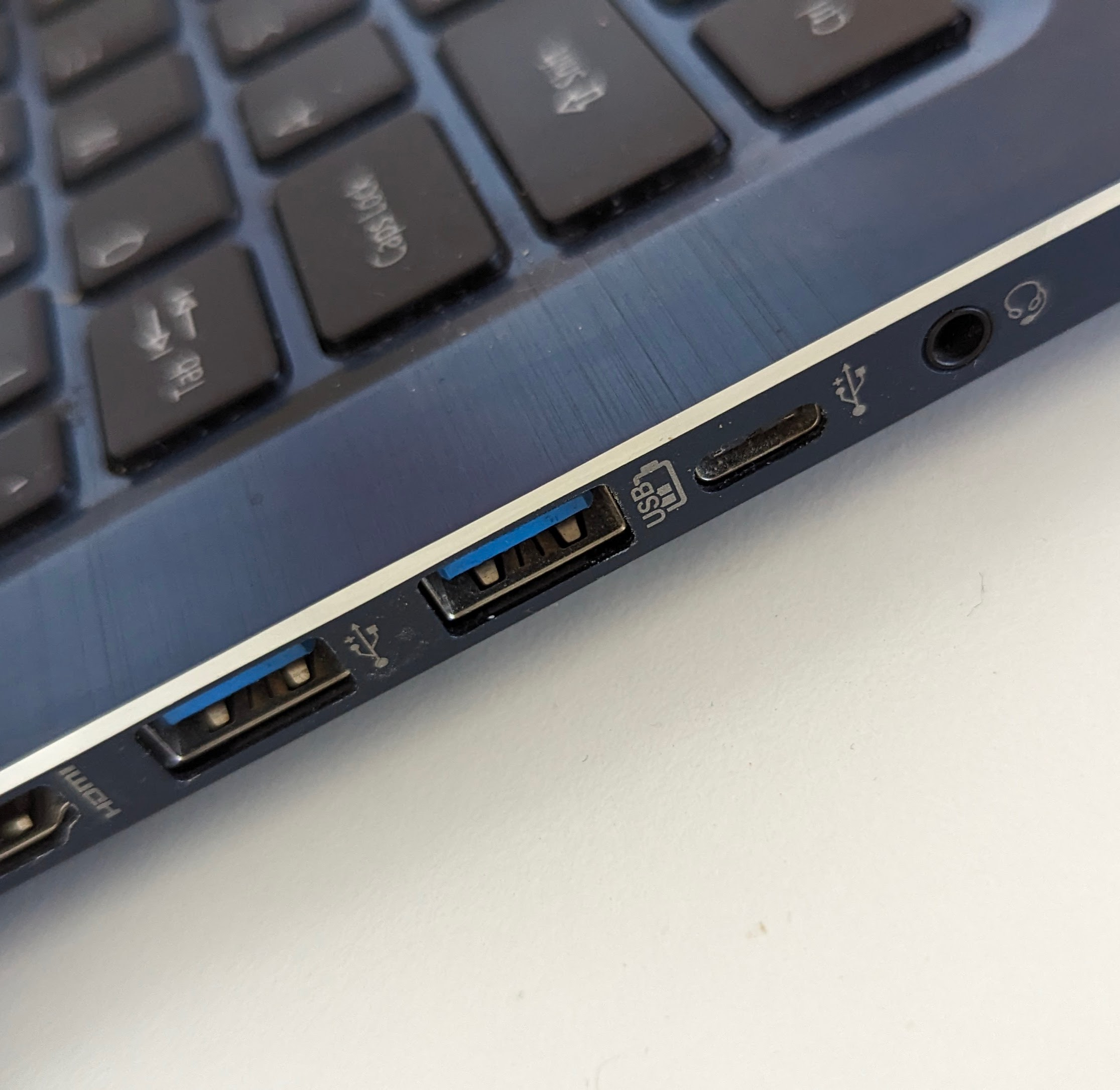
Porturile USB 3.0 Type A pe un laptop. De obicei aceste porturi sunt albastre. Au o formă dreptunghiulară, la fel ca USB 2.0 însă care sunt negre.

Adaptoarele wireless pe USB 2.0 și USB 3.0 sunt ambele dispozitive care permit unui calculator sau laptop să se conecteze la o rețea wireless. Câteva diferențe semnificative între cele două:
1. Rata de transfer a datelor: USB 2.0 oferă o viteză de transfer de 480 Mbps, în timp ce USB 3.0 oferă o viteză de transfer de 4,8 Gbps, adică un transfer de date de 10 ori mai rapid. Acest lucru înseamnă că un adaptor Wi-Fi USB 3.0 poate suporta viteze de internet mai mari decât un adaptor USB 2.0.
2. Capacitatea de alimentare: USB 3.0 poate furniza mai multă energie decât USB 2.0. Acest lucru poate fi util pentru anumite adaptoare Wi-Fi care necesită mai multă energie pentru a funcționa eficient.
3. Compatibilitatea inversă: Adaptoarele Wi-Fi USB 3.0 sunt compatibile invers cu porturile USB 2.0, ceea ce înseamnă că pot fi utilizate cu calculatoare mai vechi care nu au porturi USB 3.0. Cu toate acestea, viteza de transfer a datelor va fi limitată la cea a USB 2.0.

În concluzie, în timp ce ambele tipuri de adaptoare Wi-Fi pot oferi conectivitate wireless unui calculator sau laptop, un adaptor Wi-Fi USB 3.0 poate oferi performanțe superioare datorită vitezei de transfer a datelor mai mari și a capacității de alimentare superioare.

## Adaptor Wi-Fi pe PCI

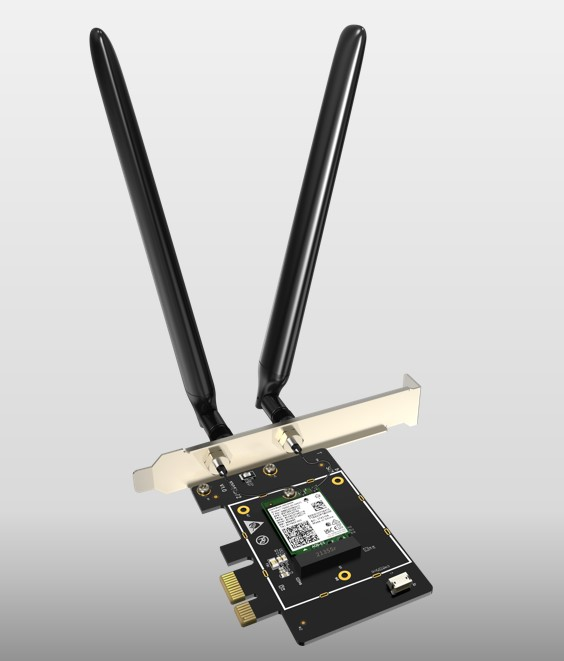
Adaptor Wi-Fi 6E pe 3 benzi (2.4, 5 și 6GHz) dar și cu Bluetooth 5.2 cu montarea la placa de bază a unui PC prin PCIe cu lățimea slotului PCIe de minim x1. Model Tenda E33.

Acesta este un tip de adaptor care se conectează la un slot PCI (Peripheral Component Interconnect) al plăcii de bază a calculatorului. Adaptoarele Wi-Fi PCI sunt de obicei mai puternice și oferă o conexiune mai stabilă decât adaptoarele USB, dar necesită o instalare mai complexă. Un adaptor Wi-Fi pe PCIe (Peripheral Component Interconnect Express) este un dispozitiv care se conectează la un slot PCIe al plăcii de bază a unui calculator pentru a-i oferi acestuia capacitatea de a se conecta la o rețea wireless. Diferențe între cele două:
- Adaptoarele Wi-Fi pe PCI: Acestea se conectează la un slot PCI (Peripheral Component Interconnect) al plăcii de bază a calculatorului. Adaptoarele Wi-Fi PCI sunt de obicei mai puternice și oferă o conexiune mai stabilă decât adaptoarele USB, dar necesită o instalare mai complexă.
- Adaptoarele Wi-Fi pe PCIe: Acestea se conectează la un slot PCIe (Peripheral Component Interconnect Express) al plăcii de bază a calculatorului. Adaptoarele Wi-Fi PCIe sunt de obicei mai puternice și oferă o conexiune mai stabilă decât adaptoarele USB, dar necesită o instalare mai complexă. PCIe este o versiune mai nouă și mai rapidă a PCI și oferă o lățime de bandă mai mare, ceea ce înseamnă că poate transfera mai multe date simultan.[9]

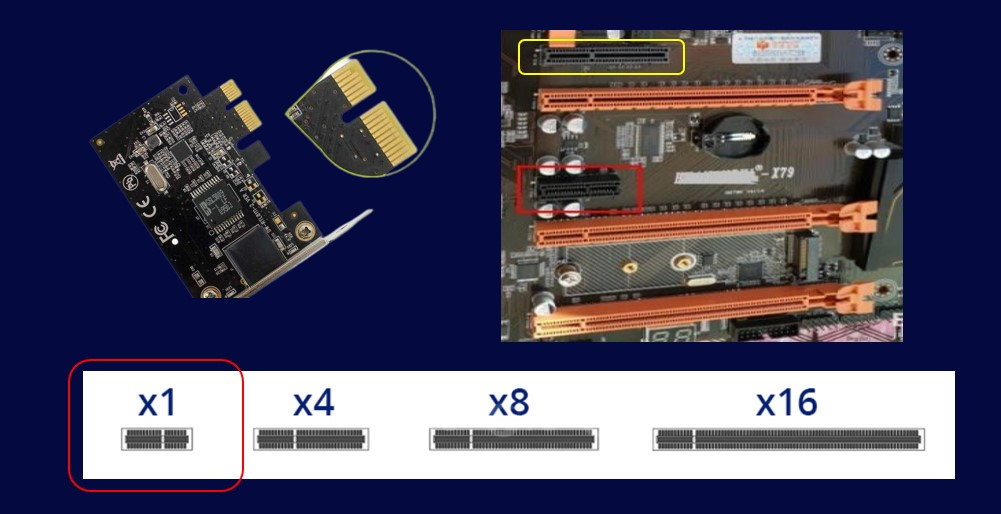
În general, cardurile PCIe vin în cinci dimensiuni: x1, x4, x8, x16, sau x32. PCIe x32 sunt foarte rare și sunt folosite mai mult în mediul industrial. Numărul de după "x" se referă la numărul de benzi din slotul PCIe; de exemplu, la un card PCIe "x4" înseamnă că acel card are patru benzi.

O placă PCIe, PCI-E sau PCI Express (Peripheral Component Interconnect Express, Interconexiune Expres Componente Periferice) este o placă cu o interfață PCIe care se conectează la un slot-mamă PCIe de pe placa de bază a unui PC. În zilele noastre, majoritatea plăcilor de bază pentru computere au sloturi PCIe dedicate, corespunzătoare cardurilor PCIe. Lățimea slotului (x1, x4, x8, x16, x32) va fi aceeași ca lățimea cardului sau chiar mai mare. Este o interfață care conectează plăci video, de sunet, de rețea și adaptoare Wi-Fi la placa de bază. În plus, PCI Express este folosit și pentru a conecta unele tipuri de SSD-uri care sunt de obicei foarte rapide.

## Adaptor Wi-Fi și cu Bluetooth

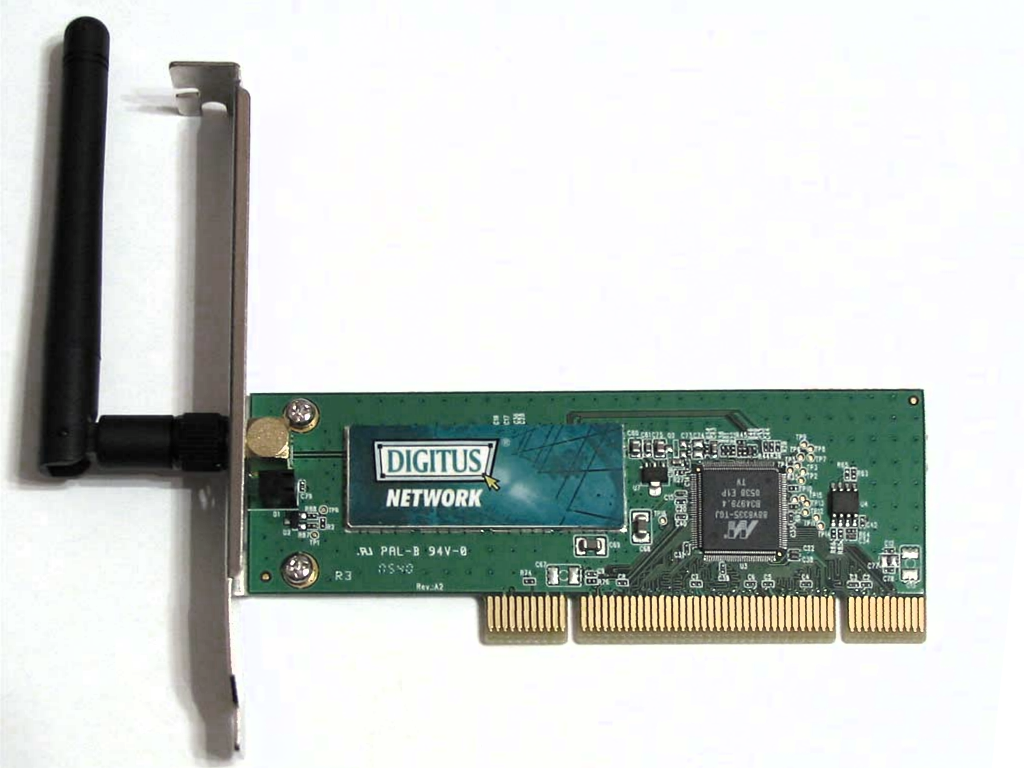
Placă PCI WLAN de 54 Mbit/s (802.11g)

Pe lângă funcționalitatea de conectare la o rețea Wi-Fi, acestea permit dispozitivelor să comunice cu alte dispozitive prin tehnologia Bluetooth. Au un chipset separat pentru Bluetooth sau implementat în chipsetul care se ocupă de conexiunea Wi-Fi. Acestea sunt de obicei utilizate pentru a conecta periferice, cum ar fi tastaturi, mausuri, căști și altele, la calculator. Aceste adaptoare sunt conectate prin USB, PCI, PCIe sau integrate în placa de bază.

## Adaptor Wi-Fi integrat pe placa de bază

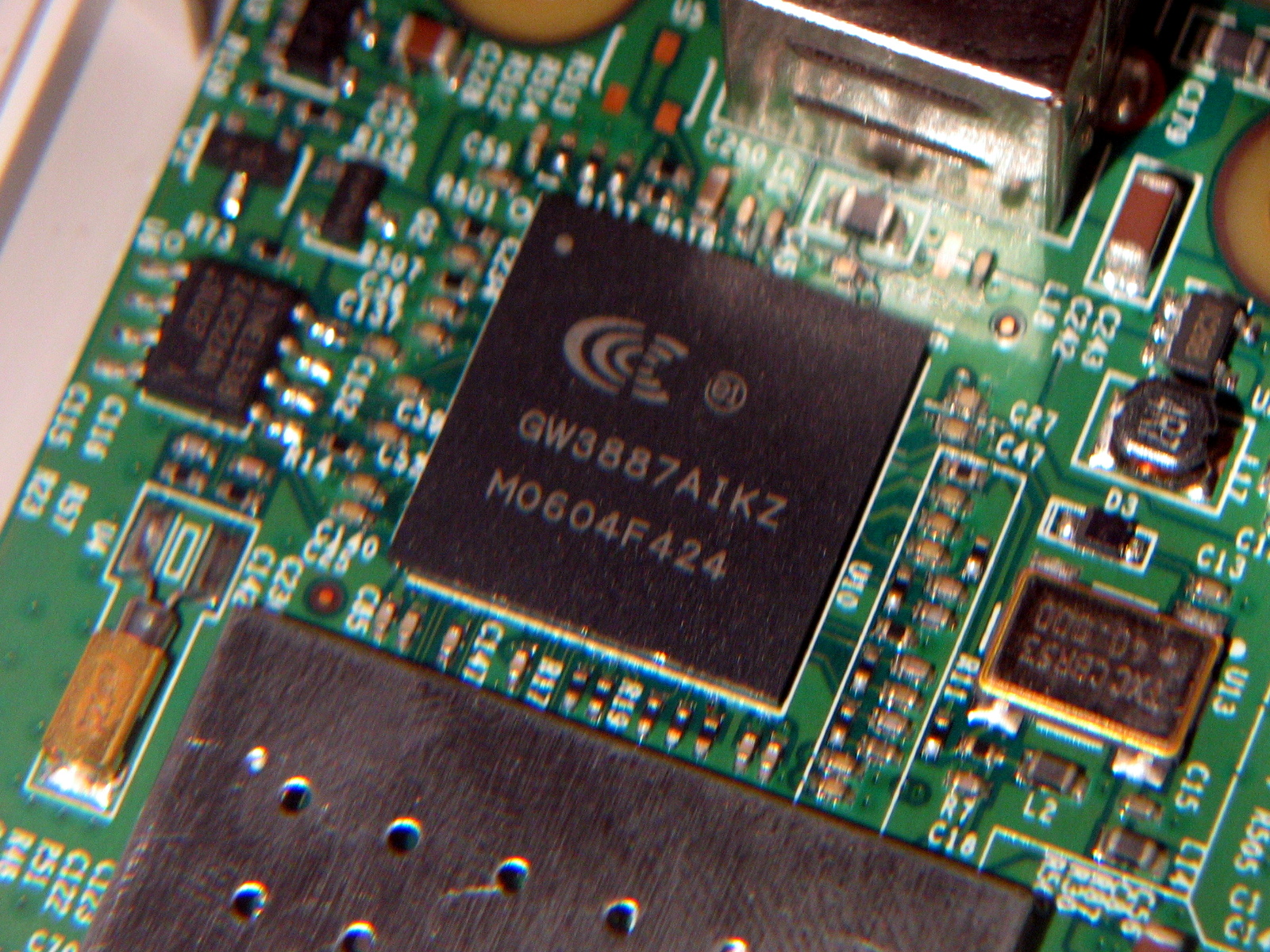
Chipset Wi-Fi model GW3887

Majoritatea laptopurilor și a multor calculatoare desktop moderne vin cu un adaptor Wi-Fi integrat în placa de bază a sistemului. Acesta este de obicei cel mai eficient din punct de vedere al performanței, deoarece este proiectat pentru a lucra în mod optim cu hardware-ul specific al sistemului.
1. ↑  Tenda Romania SRL. „Tenda U18 adaptor Wi-Fi pe USB”. Tenda Romania.
2. ↑  Tenda Romania SRL. „Tenda U2 Adaptor wireless pe USB”. Tenda Romania.
3. ↑  Edge.ro. „Diferentele dintre USB 2.0 si USB 3.0”. Edge.ro.
4. ↑  Matt Mills. „Diferențele dintre adaptorul WiFi USB 2.0 și USB 3.0 și care să cumpărați”. ITIGIC.
5. ↑  ON Laptop. „USB 2.0 vs. USB 3.0: Cum să faceți diferența”. ON Laptop.
6. ↑  Tenda Romania SRL. „Tenda E33 Adaptor Wi-Fi pe PCIe”. Tenda Romania.
7. ↑  Matt Hanson. „Best WIFI adapter for PC in 2024: PCIe and USB dongles for boosting Wi-Fi”. Tech Radar.
8. ↑  DANN ALBRIGHT. „The Pros and Cons of PCI-e Wireless Network Adapters vs. USB Wireless Solutions”. Make use of.
9. ↑  Matt Mills. „Adaptori Wi-Fi: alegeți între USB și PCIe, care este mai bine să cumpărați?”. ITIGIC.
10. ↑  Ionut-Alexandru Popa. „Placi de retea si adaptoare wireless pe USB: tipuri, carcateristici, cum alegi”. Shopniac.
11. ↑  TP-Link. „Ce este un adaptor Wi-Fi 6? Cum să alegi un adaptor Wi-Fi 6”. TP-Link.
12. ↑  Adrian Popescu. „Cel mai bun adaptor wireless”. PCAdviser.